# Kenneth V. Jones
Kenneth Victor Jones (Bletchley, 14 maggio 1924 – 2 dicembre 2020) è stato un compositore britannico di colonne sonore.

## Biografia
Studiò presso la King's School di Canterbury a cui fece seguito un corso di 6 mesi, sponsorizzato dalla RAF, in musica e filosofia al The Queen's College di Oxford e, dopo la guerra, 3 anni al Royal College of Music dal 1947 (di cui fu poi professore nel 1958). È stato un compositore, fondatore e il primo direttore della Wimbledon Symphony Orchestra e anche uno dei Governatori della Scuola Rokeby, contribuendo a raccogliere la somma di £ 50.000, che erano necessarie per salvarla dalla chiusura nel 1966.

## Filmografia

### Cinema
- La sposa del mare (Sea Wife), regia di Bob McNaught (1957)
- Fuoco nella stiva (Fire Down Below), regia di Robert Parrish (1957)
- Come uccidere uno zio ricco (How to Murder a Rich Uncle), regia di Nigel Patrick (1957)
- Missili umani (High Flight), regia di John Gilling (1957)
- Non c'è tempo per morire (Tank Force!), regia di Terence Young (1958)
- Decisione di uccidere (Intent to Kill), regia di Jack Cardiff (1958)
- La bocca della verità (The Horse's Mouth), regia di Ronald Neame (1958)
- The Carringford School Mystery, regia di William C. Hammond (1958)
- Dieci secondi col diavolo (Ten Seconds to Hell), regia di Robert Aldrich (1959)
- Kasim, furia dell'India (The Bandit of Zhobe), regia di John Gilling (1959)
- Gli evasi di Fort Denison (The Siege of Pinchgut), regia di Harry Watt (1959)
- Passaggio a Hong Kong (Ferry to Hong Kong), regia di Lewis Gilbert (1959)
- Ancora una domanda, Oscar Wilde! (Oscar Wilde), regia di Gregory Ratoff (1960)
- A me piace la galera (There Was a Crooked Man), regia di Stuart Burge (1960)
- La storia di David (A Story of David), regia di Bob McNaught (1960)
- The Girl on the Boat, regia di Henry Kaplan (1962)
- L'uomo che vinse la morte (The Brain), regia di Freddie Francis (1962)
- Rapina al Cairo (Cairo), regia di Wolf Rilla (1963)
- Psyche 59, regia di Alexander Singer (1964)
- La tomba di Ligeia (The Tomb of Ligeia), regia di Roger Corman (1964)
- Laser X: operazione uomo (The Projected Man), regia di Ian Curteis (1966)
- Dossier Marocco 7 (Maroc 7), regia di Gerry O'Hara (1967)
- Chi giace nella culla della zia Ruth? (Whoever Slew Auntie Roo?), regia di Curtis Harrington (1971)
- Perché il dio fenicio continua ad uccidere? (Tower of Evil), regia di Jim O'Connolly (1972)
- Paganini Strikes Again, regia di Gerry O'Hara (1973)
- Professor Popper's Problem, regia di Gerry O'Hara (1974)
- The Brute, regia di Gerry O'Hara (1977)
- Blind Man's Bluff, regia di Gerry O'Hara (1977)
- Il leopardo nella neve (Leopard in the Snow), regia di Gerry O'Hara (1978)
- Phantasm, regia di Don Coscarelli (1979)

### Televisione
- The Buccaneers - serie TV, 4 episodi (1956)